# 우메야시키역 (도쿄도)
우메야시키역(일본어: 梅屋敷駅、うめやしきえき)은 도쿄도 오타구에 있는 철도역이다.

## 타는 곳
| 1 | ■ 게이큐 본선 | 게이큐 가마타·요코하마·가미오오카·우라가 방면 공항선 하네다 공항 방면 즈시 선 신즈시 방면 구리하마 선 게이큐 구리하마·미사키구치 방면                                    |
| 2 | ■ 게이큐 본선 | 시나가와·센가쿠지 방면 ○ 도영 지하철 아사쿠사 선 니혼바시·아사쿠사·오시아게 방면 게이세이 선 다카사고·후나바시·나리타 공항 방면 후쿠소 선 신카마가야·인바 니혼 의대 방면 |

## 역세권 정보
- 도호 대학
- 오모리니시로쿠 우체국
- 오타 구 체육관
- 우메야시키 상점가
- 국도 제15호선

## 역사
- 1901년 2월 1일: 영업 개시.
- 2010년 5월 16일: 상행선 고가화.

## 사진

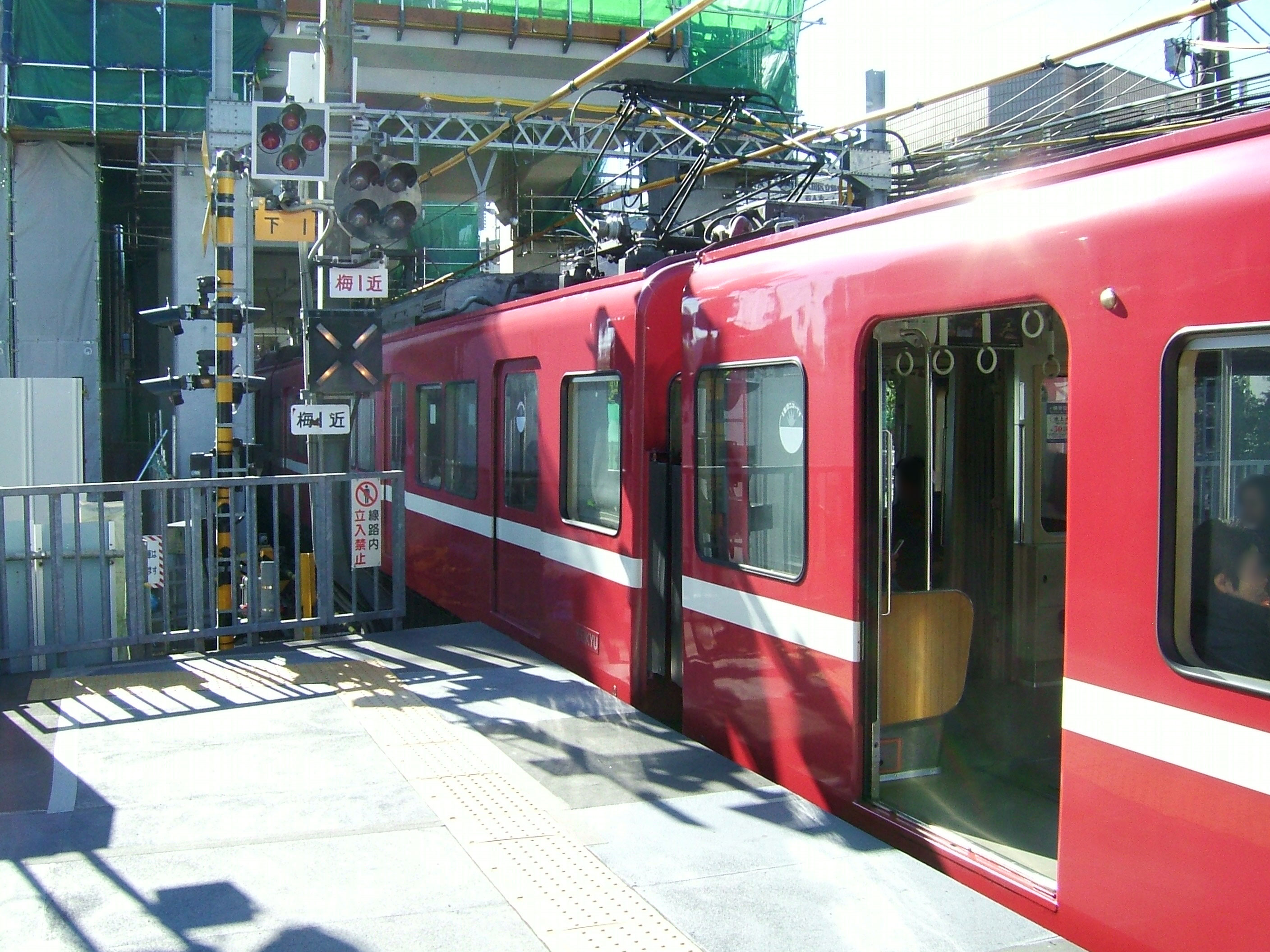
승강장에서 차량의 문만 닫은 모습
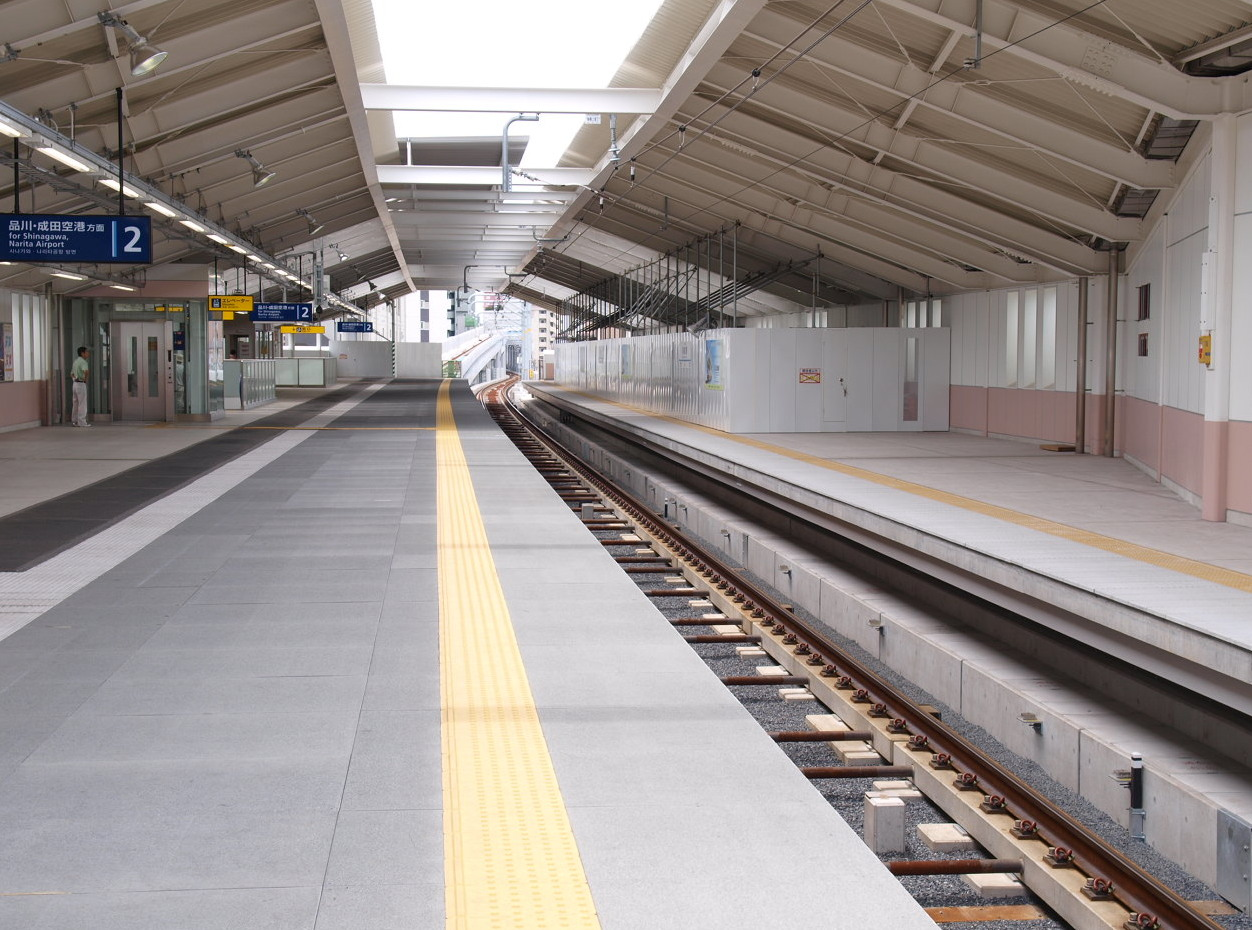
2번 승강장의 모습 (2010년 8월 8일)

## 인접역
| ■ 게이힌 급행 전철 본선  | ■ 게이힌 급행 전철 본선 | ■ 게이힌 급행 전철 본선   |
| ------------------------ | ----------------------- | ------------------------- |
| 오모리마치 시나가와 방면 | ■ 보통                  | 게이큐 가마타 우라가 방면 |